# 18704 Брікрістіан
18704 Брікрістіан (18704 Brychristian) — астероїд головного поясу, відкритий 21 квітня 1998 року.
Тіссеранів параметр щодо Юпітера — 3,223.